# Rainpower
Rainpower är en norsk koncern som utvecklar, konstruerar och tillverkar utrustning för elproduktion baserad på vattenkraft. De är specialiserade på Pelton och Francis högtrycksturbiner, Kaplan samt pumpturbiner, små vattenkraftverk, turbinregulatorer, tryckoljesystem, ventilregulator, magnetiseringsutrustning, ventiler, vattenvägar, tilloppsrör och andra produkter relaterade till vattenkraft.
Dotterbolag i Sverige:
- Rainpower Kristinehamn AB - Turbinrelaterad utrustning,